# 오번 베인달
오번 베인달(네덜란드어: Owen Wijndal, 1999년 11월 28일 ~ )은 네덜란드의 축구 선수로, 현재 벨기에 프로 리그의 로열 앤트워프 소속이다. 포지션은 레프트 백이다.